# Ferenc Mészáros (futbolista nacido en 1963)
Ferenc Mészáros (Szekszárd, 6 de julio de 1963) es un ex-futbolista húngaro que jugaba en la demarcación de delantero, y actual entrenador de fútbol.

## Selección nacional
Hizo su debut con la selección de fútbol de Hungría en un partido amistoso contra Alemania Occidental que finalizó con un resultado de empate a uno tras el gol de Tibor Nyilasi para el combinado húngaro, y de Rudi Völler para Alemania Occidental.

### Goles internacionales
| # | Fecha                    | Estadio                                        | Oponente | Gol | Resultado | Competición                         |
| - | ------------------------ | ---------------------------------------------- | -------- | --- | --------- | ----------------------------------- |
| 1 | 4 de abril de 1984       | Estadio BJK İnönü, Estambul, Turquía           | Turquía  | 0-1 | 0-6       | Amistoso                            |
| 2 | 4 de abril de 1984       | Estadio BJK İnönü, Estambul, Turquía           | Turquía  | 0-4 | 0-6       | Amistoso                            |
| 3 | 23 de septiembre de 1987 | Estadio del Ejército Polaco, Varsovia, Polonia | Polonia  | 3-2 | 3-2       | Clasificación para la Eurocopa 1988 |
| 4 | 14 de octubre de 1987    | Estadio Ferenc Puskás, Budapest, Hungría       | Grecia   | 3-0 | 3-0       | Clasificación para la Eurocopa 1988 |

## Clubes

### Como futbolista
| Club                        | País    | Año       | Partidos | Goles |
| --------------------------- | ------- | --------- | -------- | ----- |
| Pécsi MFC                   | Hungría | 1980-1987 | 167      | 42    |
| KSC Lokeren Oost-Vlaanderen | Bélgica | 1987-1993 | 145      | 47    |
| Pécsi MFC                   | Hungría | 1993-1994 | 9        | 1     |

### Como entrenador
| Club              | País    | Año       |
| ----------------- | ------- | --------- |
| Kozármisleny SE   | Hungría | 1997-1999 |
| Szentlőrinci SE   | Hungría | 1999-2001 |
| Barcsi SC         | Hungría | 2001      |
| Szentlőrinci SE   | Hungría | 2002-2003 |
| FC Tatabánya      | Hungría | 2003      |
| Pécsi Vasutas SK  | Hungría | 2004-2005 |
| Szentlőrinci SE   | Hungría | 2005-2007 |
| FC Tatabánya      | Hungría | 2007      |
| Komlói Bányász SK | Hungría | 2008      |
| Barcsi SC         | Hungría | 2008-2010 |
| Pécsi MFC         | Hungría | 2011-2012 |
| Eger SE           | Hungría | 2013      |
| UFC Nagykanizsa   | Hungría | 2018-2021 |
| Sajóbábony VSE    | Hungría | 2021-     |